# Francisco Goldman
Francisco Goldman (n. Boston; 1954) es un escritor estadounidense.

## Biografía
Nació en Boston, en el seno de una familia mitad judía y mitad católica. De madre guatemalteca católica, apellidada Molina, y padre estadounidense (un ingeniero químico de origen judío ruso, cuyo padre, un campesino llamado Moishe Malamudovich, había emigrado desde el Imperio Ruso cambiando en la Isla Ellis el apellido original Malamudovich -«hijo de sabio», en yídish- por el de Goldman), a los 24 años se propuso hacer un posgrado de escritura en Estados Unidos y previamente marchó a Guatemala, alojándose junto a la familia de su madre, en plena guerra civil, para escribir algunos cuentos. Actualmente es profesor de inglés en el Trinity College de Hartford, Connecticut.
Estuvo casado dos años con la escritora mexicana Aura Estrada hasta la trágica muerte de esta en un accidente en julio de 2007.
Vive entre México y Nueva York.
Tiene escritos artículos y cuentos en New Yorker, Harper's, The New York Times Magazine, Esquire, The New York Review of Books, Outside y otras publicaciones. También ha logrado premios importantes por su segunda novela y por el ensayo El arte del asesinato político. ¿Quién mató al obispo Gerardi?

## Obra

### Narrativa
- The Long Night of White Chickens (1992), publicado en castellano como La larga noche de los pollos blancos (2006) ISBN 978-8433906625
- The Ordinary Seaman (1997), publicado en castellano como Marinero Raso (1998) ISBN 978-8433908681
- The Divine Husband (2004), publicado en castellano como El esposo divino (2008) ISBN 978-8433974716
- Say Her Name (2012), publicado en castellano como Di su nombre (2012) ISBN 978-8415601159
- The Interior Circuit: A Mexico City Chronicle (2015), publicado en castellano como El circuito interior, una crónica de la ciudad de México (2015) ISBN 978-607-7711-063

### Ensayos
- The Art of Political Murder: Who Killed Bishop Gerardi? (1998), publicado en castellano como El arte del asesinato político: ¿quién mató al obispo? (2009) ISBN 978-8433925831.

- Datos: Q3081853
- Multimedia: Francisco Goldman / Q3081853